# Glypthaga paupercula
Glypthaga paupercula là một loài bọ cánh cứng trong họ Cerambycidae.